# Marco Etcheverry
Marco Antonio Etcheverry Vargas (Santa Cruz de la Sierra, 26 settembre 1970) è un ex calciatore e allenatore di calcio boliviano.

## Caratteristiche tecniche
Ritenuto uno dei più grandi talenti, se non il più grande della storia del calcio boliviano, Etcheverry era un trequartista mancino dotato di grande tecnica e fantasia; il suo estro e la sua esuberanza lo rendevano un giocatore anarchico, decisamente indisciplinato dal punto di vista tattico e fuori dal campo al punto da condizionarne il rendimento.

## Carriera

### Giocatore

#### Club
Attaccante dalle spiccate doti tecniche, muove i primi passi calcistici al Club Bolívar, squadra da cui si trasferisce poi all'Albacete Balompié; qui dopo 15 presenze con 2 gol viene considerato dai critici inadatto al calcio europeo; in effetti El Diablo non tornerà più a giocare in campionati europei, restando nel continente americano alternando la sua esperienza al DC United negli Stati Uniti a varie stagioni in Ecuador, Bolivia, Cile e Colombia fino al suo ritiro, avvenuto nel 2004.

#### Nazionale
Nella nazionale boliviana conta 71 presenze con 13 gol e una breve partecipazione ai Mondiali del 1994. Atteso infatti come una delle possibili rivelazioni del torneo, disputa solo cinque minuti della partita di esordio contro la Germania, il tempo intercorso dall'ingresso in campo al 79' minuto e la sua espulsione per un fallo di reazione su Lothar Matthaeus. Le due giornate di squalifica e l'eliminazione della Bolivia al primo turno chiudono pertanto anzitempo la sua unica partecipazione alla fase finale di un Mondiale.

### Allenatore
Nel 2009 ha allenato l'Aucas e l'Oriente Petrolero.
Nel 2013 prende in mano come tecnico la selezione under 18 della Bolivia.

## Palmarès

### Club

#### Competizioni nazionali
- US Open Cup: 1

DC United: 1996
- Campionato MLS: 3

DC United: 1996, 1997, 1999
- MLS Supporters' Shield: 2

DC United: 1997, 1999

#### Competizioni internazionali
- CONCACAF Champions' Cup: 1

DC United: 1998
- Coppa Interamericana: 1

DC United:  1998

### Individuale
- Equipo Ideal de América: 1

1993
- MLS Best XI: 4

1996, 1997, 1998, 1999
- Gol dell'anno della MLS: 2

1997, 1999